# Пливачки клуб Партизан
ПК Партизан је српски пливачки клуб из Београда. Клуб је део спортског друштва Партизан. Основан је 1945. године и члан је Пливачког савеза Србије. Тренинзи се одржавају на базенима спортско рекреативних центара Ташмајдан и Врачар.
Клуб учествује на пливачким такмичењима у свим категоријама.

## Историја
Пливачки клуб Партизан је основан 1948. године на иницијативу Руди Реноа и пливачких радника Богдана Ненадовића, др Миљенка Орлића и Анте Ламбаше. Већ 1953. године учествује на републичким првенствима свих категорија где осваја треће место.
Борис Шканата је био први пливач који је 1948. године донео прву титулу Партизану у пливању. Треба поменути и Ђорђа Перишића који је за репрезентацију учетвовао 66 пута и био учесник Летњих олимпијских игара 1960. у Риму у дисциплини 200 метара прсно. Био је петоструки првак државе на 100 и 200 метара прсно.
Велики број пливача Партизана учествовао је у репрезентацији. На првом шампионату света нашу земљу су успешно представљали пливачи Партизана Јасна Ефендић, Јован Ковачић, Божидар Линхарт и Александар Павличевић док је тренер репрезентације био тренер Партизана Владимир Павловић. Мирјана Шегрт освојила је сребрну медаљу на првенству Европе, док је Јасна Ефендић поставила несвакидашњи рекорд поставши седмострука шампионка Балкана на Балканском првенству у Измиру. Велики број пливача је освајао медаље на медитернским играма и балканским првенствима.
Члан Партизана је један од најбољих пливача света Милорад Чавић. Чавић је освојио сребрну медаљу у дисциплини 100 делфин на Олимпијским играма 2008. у Пекингу. На светском првенству у Риму је освојио златну медаљу у дисциплини 50 метара делфин и сребрну медаљу на 100 метара делфин. На Европским првенствима је освојио две златне медаље. Такође има велики број медаља у малим базенима.
Чланови Партизана су и Велимир Стјепановић и Радован Сиљевски.

## Успеси
- Првенство Југославије:
  - Првак (8): 1978, 1988, 1995, 1996, 1997, 1998, 1999, 2000.
- Првенство Србије:
  - Првак (1): 2015.
- Куп Југославије:
  - Победник (1): 1998.

## Некадашњи чланови клуба
- Освајач олимпијске медаље Милорад Чавић[12]
- Двоструки јуниорски првак Европе Велимир Стјепановић[13]